# The Voice Kids
The Voice Kids è un programma televisivo italiano in onda in prima serata su Rai 1 dal 4 marzo 2023. Si tratta del secondo spin-off di The Voice of Italy, che va in onda su rai 2 dla 2013. Viene registrato in estate nello studio 2000, del centro di produzione Rai di Via Mecenate a Milano.

## Il programma
Allo stesso modo della trasmissione da cui deriva, gli aspiranti cantanti di The Voice Kids si esibiscono davanti ad una giuria seduta su delle poltrone rosse con un pulsante davanti e completamente di spalle al cantante; essa è composta da quattro personaggi della musica italiana, definiti coach. Questi ultimi non saranno condizionati dall'aspetto fisico del concorrente, ma soltanto dalla voce, la quale sarà l'unico elemento necessario per far premere il pulsante e far girare uno o più coach, e di conseguenza far entrare il concorrente nel proprio team di appartenenza.
I quattro coach (a differenza di una giuria) vengono definiti tali poiché, man mano che formeranno le loro squadre, aiuteranno i concorrenti nel migliorare le loro doti canore durante la loro permanenza nel programma. Una particolarità del programma, unica nel suo genere, è il fatto che tutte le canzoni vengono eseguite da un'orchestra live presente in studio.
A differenza dell'edizione classica del programma, i partecipanti di The Voice Kids hanno tutti dai 7 ai 14 anni.
La prima puntata della prima edizione del programma è la Blind Auditions, con i concorrenti selezionati dai giudici di spalle. Nel caso in cui più coach si voltano, sarà il concorrente a decidere a quale affidarsi.
Nella seconda edizione, le puntate di Blind Audition sono tre, seguite poi da una puntata di Battles, alla fine della quale si scoprono i due finalisti per ogni coach, i quali si aggiungono al terzo ed ultimo finalista, decretato tale attraverso il Super Pass di ogni coach. Durante questa fase, i giovani artisti si sfidano sul palco, cantando indicativamente tre alla volta, il brano assegnatogli dal proprio coach. Al termine della sfida il coach dove scegliere quale giovane concorrente mandare alla finale. Al termine delle esibizioni, ogni coach deve determinare i giovani talenti che hanno accesso alla finale.
Il vincitore del talent show è decretato dal pubblico in studio.

## Edizioni
Legenda:
     Team Ricchi e Poveri
     Team Clementino
     Team Gigi
     Team Loredana
     Team Arisa
| Edizione | Anno | Inizio      | Fine        | Rete  | Puntate | Concorrenti ammessi | Vincitore          | Finalisti          | Finalisti          | Finalisti            | Coach Vincitore | Conduzione        | Regia           | Coach (in ordine di sedia) | Coach (in ordine di sedia) | Coach (in ordine di sedia) | Coach (in ordine di sedia) |
| -------- | ---- | ----------- | ----------- | ----- | ------- | ------------------- | ------------------ | ------------------ | ------------------ | -------------------- | --------------- | ----------------- | --------------- | -------------------------- | -------------------------- | -------------------------- | -------------------------- |
| 1ª       | 2023 | 4 marzo     | 11 marzo    | Rai 1 | 2       | 12                  | Melissa Agliottone | Ginevra Dabalà     | Ranya Moufidi      | Ilary Alaimo         | Loredana Bertè  | Antonella Clerici | Sergio Colabona | Ricchi e Poveri            | Clementino                 | Gigi D'Alessio             | Loredana Bertè             |
| 2ª       | 2023 | 24 novembre | 22 dicembre | Rai 1 | 5       | 28                  | Simone Grande      | Emma Buscaglia     | Lucia Solazzo      | Desiree Malizia      | Clementino      | Antonella Clerici | Sergio Colabona | Arisa                      | Clementino                 | Gigi D'Alessio             | Loredana Bertè             |
| 3ª       | 2024 | 15 novembre | 20 dicembre | Rai 1 | 6       | 36                  | Melissa Memeti     | Maria Sofia Corona | Riccardo Callegari | Niccolò Franceschini | Loredana Bertè  | Antonella Clerici | Sergio Colabona | Arisa                      | Clementino                 | Gigi D'Alessio             | Loredana Bertè             |

### Prima edizione (inverno 2023)
La prima edizione del programma è andata in onda il 4 e l'11 marzo 2023 su Rai 1 per due puntate con la conduzione di Antonella Clerici. I coach sono i Ricchi e Poveri, Loredana Bertè, Clementino e Gigi D'Alessio.
Il vincitore è stato scelto attraverso il voto del pubblico in sala e a trionfare è stata Melissa Agliottone del team Loredana Bertè.

### Seconda edizione (fine 2023)
La seconda edizione del programma è andata in onda su Rai 1 in prima serata dal 24 novembre al 22 dicembre 2023 per un totale di cinque puntate. Arisa entra come nuovo coach al posto dei Ricchi e Poveri.
Il vincitore è stato scelto attraverso il voto del pubblico in sala e a trionfare è stato Simone Grande del team Clementino. È il primo maschio ad aver vinto questa trasmissione.

### Terza edizione (2024)
La terza edizione del programma è andata in onda su Rai 1 in prima serata dal 15 novembre al 20 dicembre 2024 per un totale di sei puntate, sempre con la conduzione di Antonella Clerici. Riconfermati nel ruolo di coach Arisa, Clementino, Gigi D'Alessio e Loredana Bertè.
Il vincitore è stato scelto attraverso il voto del pubblico in sala e a trionfare è stata Melissa Memeti del team Loredana.

## Cast

### Conduzione
| Conduzione        | Edizioni | Edizioni | Edizioni | Totale |
| Conduzione        | 1ª       | 2ª       | 3ª       | Totale |
| ----------------- | -------- | -------- | -------- | ------ |
| Antonella Clerici |          |          |          | 3      |

### Coach
| Coach           | Edizioni | Edizioni | Edizioni | Totale   | Totale   |
| Coach           | 1ª       | 2ª       | 3ª       | Presenze | Vittorie |
| --------------- | -------- | -------- | -------- | -------- | -------- |
| Gigi D'Alessio  |          |          |          | 3        | 0        |
| Loredana Bertè  |          |          |          | 3        | 2        |
| Clementino      |          |          |          | 3        | 1        |
| Arisa           |          |          |          | 2        | 0        |
| Ricchi e Poveri |          |          |          | 1        | 0        |

## Team
Legenda
     Vincitore
     Super-finalista
     Eliminato alle Battles
     Eliminato alla finale

### Prima edizione
| Loredana Bertè #TeamLoredana | Loredana Bertè #TeamLoredana | Loredana Bertè #TeamLoredana | Gigi D'Alessio #TeamGigi | Gigi D'Alessio #TeamGigi | Gigi D'Alessio #TeamGigi | Clementino #TeamClementino | Clementino #TeamClementino | Clementino #TeamClementino | Ricchi e Poveri #TeamRicchiePoveri | Ricchi e Poveri #TeamRicchiePoveri | Ricchi e Poveri #TeamRicchiePoveri |
| ---------------------------- | ---------------------------- | ---------------------------- | ------------------------ | ------------------------ | ------------------------ | -------------------------- | -------------------------- | -------------------------- | ---------------------------------- | ---------------------------------- | ---------------------------------- |
| Melissa Agliottone           | Mia Arnone                   | Fedora Copparossa            | Ilary Alaimo             | Andrea Galiano           | Marta Maria La Rosa      | Ranya Moufidi              | Zinnedine Fatnassi         | Rosario Caci               | Ginevra Dabalà                     | Vincenzo Alighieri                 | Lorena Fernandez                   |

### Seconda edizione
| Clementino #TeamClementino | Clementino #TeamClementino | Clementino #TeamClementino | Clementino #TeamClementino | Loredana Bertè #TeamLoredana | Loredana Bertè #TeamLoredana | Loredana Bertè #TeamLoredana | Loredana Bertè #TeamLoredana | Gigi D'Alessio #TeamGigi | Gigi D'Alessio #TeamGigi | Gigi D'Alessio #TeamGigi | Gigi D'Alessio #TeamGigi | Arisa #TeamArisa | Arisa #TeamArisa  | Arisa #TeamArisa  | Arisa #TeamArisa |
| -------------------------- | -------------------------- | -------------------------- | -------------------------- | ---------------------------- | ---------------------------- | ---------------------------- | ---------------------------- | ------------------------ | ------------------------ | ------------------------ | ------------------------ | ---------------- | ----------------- | ----------------- | ---------------- |
| Simone Grande              | Alexander Racioppi         | Rita Longordo              | Emma e Giulia Parodi       | Desiree Malizia              | Yari Verdesca                | Valentina Giamboi            | Giacomo Bastiani             | Lucia Solazzo            | Luigi Vitagliano         | Angelica Stuppia         | Giuseppe Di Menza        | Emma Buscaglia   | Alice Alfonso     | Amelie Rizzi      | Elisa Puddu      |
| Federico Bergamo           | Teresa Ferraro             | Emmanuele Manna            | N.D.                       | Giada Fois                   | Nicole Curatolo              | Gabriele Ansanelli           | N.D.                         | Mirko Di Bartolomeo      | Sara Turrà               | Graziano Calculli        | N.D.                     | Michele Bruzzese | Emilia Piemontesi | Martina Cervellin | N.D.             |

### Terza edizione
| Loredana Bertè #TeamLoredana | Loredana Bertè #TeamLoredana | Loredana Bertè #TeamLoredana | Gigi D'Alessio #TeamGigi | Gigi D'Alessio #TeamGigi | Gigi D'Alessio #TeamGigi | Clementino #TeamClementino | Clementino #TeamClementino | Clementino #TeamClementino | Arisa #TeamArisa     | Arisa #TeamArisa  | Arisa #TeamArisa    |
| ---------------------------- | ---------------------------- | ---------------------------- | ------------------------ | ------------------------ | ------------------------ | -------------------------- | -------------------------- | -------------------------- | -------------------- | ----------------- | ------------------- |
| Melissa Memeti               | Gabriel Jimenez Martinez     | Carol Cadeo                  | Maria Sofia Corona       | Francesco Maugeri        | Sofia Monegato           | Riccardo Callegari         | Leonardo Giovannangeli     | Benedetta Muneglia         | Niccolò Franceschini | Alessio Distefano | Annamaria Mihalache |
| Martina Panarello            | Benedetta Morzetta           | Marco Della Mura             | Tommaso Aiello           | Nausica Speranzini       | Francesco Paolo Scelzo   | Cecilia Cataldo            | Isabel Durastante          | Alessandro Pompeo          | Giorgia Allegrini    | Emma Milani       | Giulia Fina         |
| Asia Bavaro                  | Viola Vivo                   | Sara Ghinassi                | Elisa Casella            | Dennis Benincasa         | Linda Loreti             | Alessandra Colacarlo       | Silvano Fava               | Federica Lo Porto          | Aurora Galante       | Aurora Di Profio  | Flaminia Occhipinti |

## Audience
| Edizione | Rete televisiva | Anno | Stagione        | Programmazione | Programmazione | Programmazione | Programmazione | Programmazione | Programmazione | Programmazione | Totale         | Totale | Première       | Première | Finale         | Finale |
| Edizione | Rete televisiva | Anno | Stagione        | L              | M              | M              | G              | V              | S              | D              | Telespettatori | Share  | Telespettatori | Share    | Telespettatori | Share  |
| -------- | --------------- | ---- | --------------- | -------------- | -------------- | -------------- | -------------- | -------------- | -------------- | -------------- | -------------- | ------ | -------------- | -------- | -------------- | ------ |
| 1ª       | Rai 1           | 2023 | inverno         |                |                |                |                |                |                |                | 3 549 000      | 22,80% | 3 589 000      | 22,90%   | 3 510 000      | 22,70% |
| 2ª       | Rai 1           | 2023 | autunno-inverno |                |                | 3 733 000      | 22,85%         | 3 944 000      | 22,38%         | 3 618 000      | 23,52%         |        |                |          |                |        |
| 3ª       | Rai 1           | 2024 | autunno         | 3 608 000      | 23,02%         | 3 451 000      | 21,50%         | 3 716 000      | 24,95%         |                |                |        |                |          |                |        |